# Enzo Martinelli
Enzo Martinelli (Pescia, 11 novembre 1911 – Roma, 27 agosto 1999) è stato un matematico italiano.

## Biografia
Laureatosi all'Università La Sapienza di Roma nel 1933 con Francesco Severi, ne diviene assistente fino al 1939, quando consegue la libera docenza in analisi matematica. Conseguito l'ordinariato in geometria nel 1946 presso l'Università di Genova, ritorna a La Sapienza nel 1954, alla cattedra di geometria, che terrà fino al 1984, quando va fuori ruolo, quindi nominato professore emerito nel 1986.
La sua ricerca ha riguardato la geometria algebrica, quella differenziale, l'analisi complessa. I maggiori risultati li ha ottenuti in geometria analitica complessa e nella teoria delle funzioni complesse di più variabili, fra cui, in particolare, è da ricordare la cosiddetta formula di Bochner-Martinelli, un'importante rappresentazione integrale per le funzioni olomorfe di più variabili complesse, ottenuta in modo indipendente da Salomon Bochner (nel 1943) e da Martinelli (nel 1938).
Questa formula ha avuto, tra l'altro, notevoli applicazioni in teoria assiomatica dei campi.

## Alcuni lavori
- "La formula di Cauchy per le funzioni analitiche di due variabili complesse", Atti dell'Accademia Nazionale dei Lincei. Rendiconti della Classe di Scienze Fisiche, Matematiche e Naturali, 25 (1937) pp. 33-36.
- "Sulle funzioni poligene di due variabili complesse", Memorie della Reale Accademia d'Italia, 8 (1937) pp. 65-125.
- "Alcuni teoremi integrali per le funzioni analitiche di più variabili complesse", Atti della Reale Accademia d'Italia. Memorie della Classe di Scienze Fisiche, Matematiche e Naturali, 9 (7) (1938) pp. 269-283.

## Opere
- Lezioni di geometria, Tip. La Provvidenza, Genova, 1949.
- Lezioni di geometria, Libreria Eredi Virgilio Veschi, Roma, 1954 (con successive edizioni).
- Complementi di geometria, Edizioni Docet, Roma, 1956 (con successive edizioni).
- Lezioni di topologia, 2 voll., Pubblicazioni dell'Istituto Matematico dell'Università di Roma "La Sapienza", Roma, 1957-58.
- Lezioni sulla teoria delle funzioni e delle varietà complesse, Pubblicazioni dell'Istituto Matematico dell'Università di Roma "La Sapienza", Roma, 1964.
- Lezioni di geometria superiore, Pubblicazioni dell'Istituto Matematico dell'Università di Roma "La Sapienza", Roma, 1965.
- Introduzione alla teoria dell'omologia e della coomologia, Libreria Eredi Virgilio Veschi, Roma, 1968.
- Introduzione elementare alla teoria delle funzioni di variabili complesse con particolare riguardo alle rappresentazioni integrali, Pubblicazioni dell'Accademia Nazionale dei Lincei, Roma, 1984.